# NGC 90

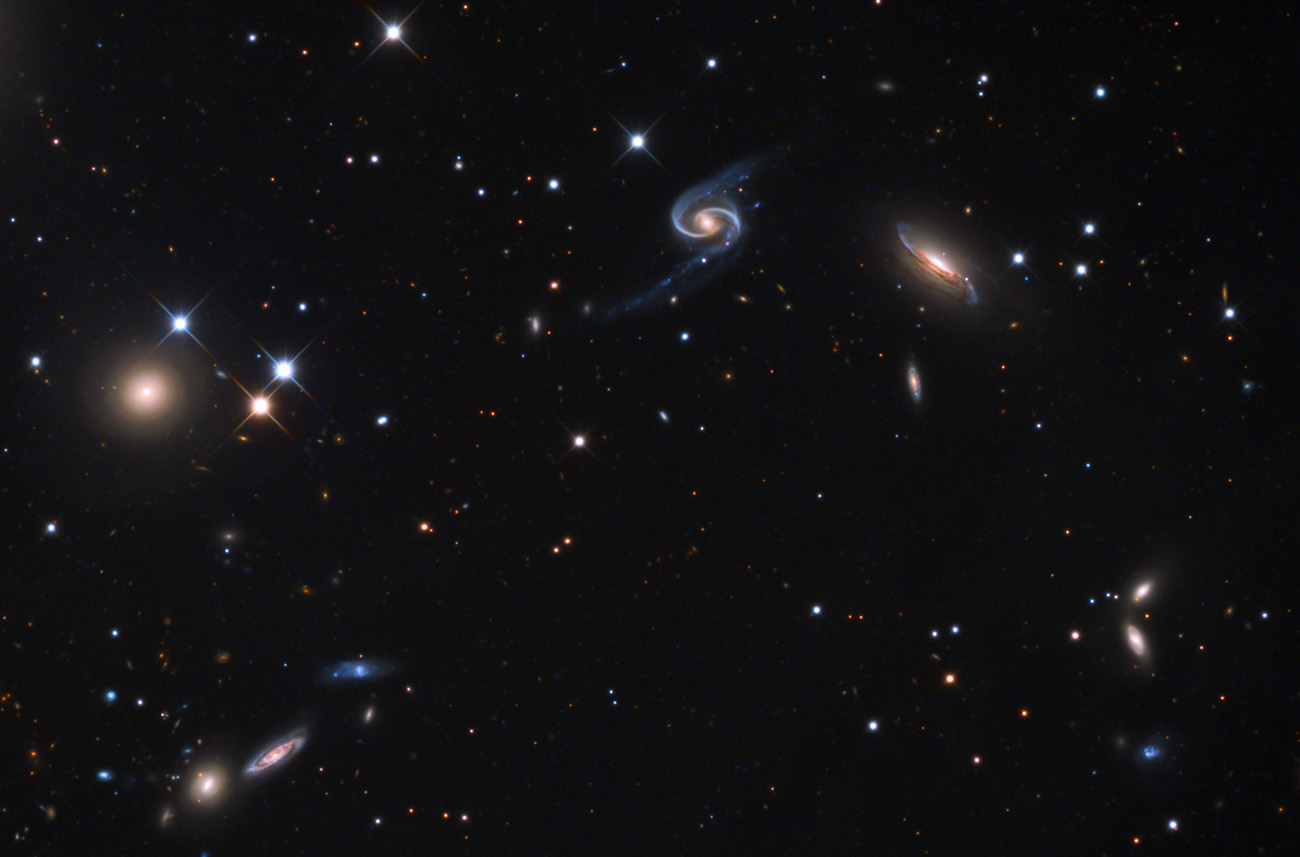
NGC 90 en haut au centre et NGC 93 à sa droite. (Adam Block (Observatoire du mont Lemmon/Université de l'Arizona)

NGC 90 est une vaste galaxie spirale intermédiaire située dans la constellation d'Andromède.NGC 90 a été découverte par l'astronome irlandais R. J. Mitchell en 1854.

## Caractéristiques
Sa vitesse par rapport au fond diffus cosmologique est de 5 011 ± 25 km/s, ce qui correspond à une distance de Hubble de 73,9 ± 5,2 Mpc (∼241 millions d'al).
La classe de luminosité de NGC 90 est III et elle présente une large raie HI.
En raison d'une brillance de surface égale à 14,15 mag/am2, on peut qualifier NGC 90 de galaxie à faible brillance de surface (LSB en anglais pour low surface brightness). Les galaxies LSB sont des galaxies diffuses (D) avec une brillance de surface inférieure de moins d'une magnitude à celle du ciel nocturne ambiant.
À ce jour, une mesure non basée sur le décalage vers le rouge (redshift) donne une distance d'environ 134,100 Mpc (∼437 millions d'al). Cette valeur est incohérente avec les valeurs de la distance de Hubble.  Notons que c'est avec la valeur moyenne des mesures indépendantes, lorsqu'elles existent, que la base de données NASA/IPAC calcule le diamètre d'une galaxie. Ici ce calcul est probablement faux.

## Groupe de NGC 80
NGC 90 fait partie du groupe de NGC 80. Ce groupe comprend les galaxies NGC 80, NGC 81, NGC 84, NGC 86, IC 1541, IC 1548, MCG 01-02-10 (PGC 1384), CGCG 479-014B (PGC 1662109) et UCM 18+2216 (PGC 1671888). Une autre étude inclut la galaxie NGC 79 dans ce groupe. De plus, la base de données NASA/IPAC indique que NGC 90 et NGC 93 forment une paire de galaxies en interaction gravitationnelle. Ces deux galaxies sont près l'une de l'autre sur la sphère céleste et leur distance semblable à la Voie lactée sont semblables. Il semble donc, même si NGC 90 n'est pas mentionné dans les deux études mentionnées précédemment, qu'on doive l'inclure dans le groupe de NGC 80. Selon la version allemande de Wikipédia, la galaxie IC 1546 (aussi appelée NGC 85B sur le site de Wolfgang Steinicke) fait aussi partie du groupe de NGC 80. Elle est dans la même région du ciel que les autres galaxies mentionnées plus haut et à peu près à la même distance de la Voie lactée. Il faudrait donc aussi l'inclure dans ce groupe.

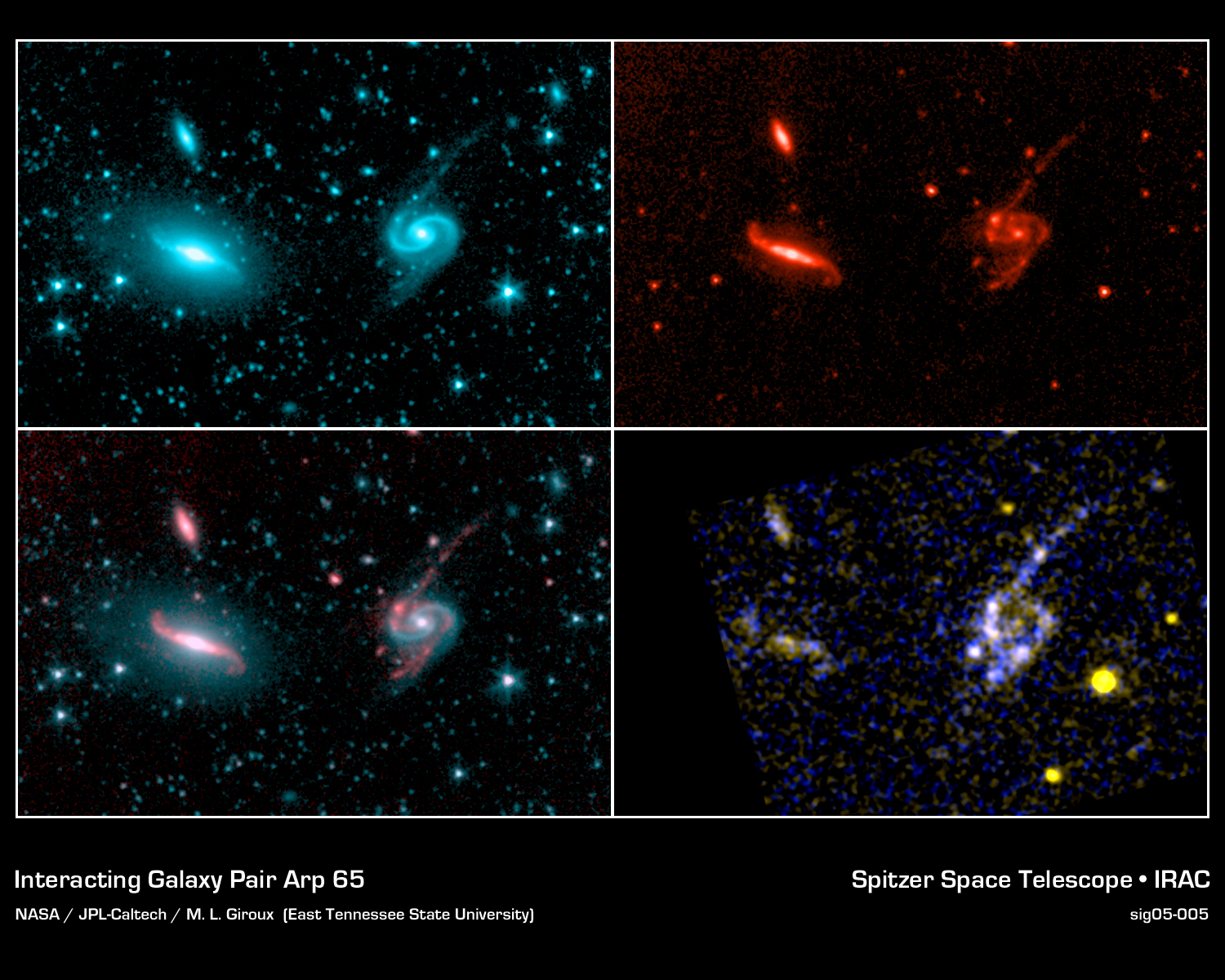
Arp 65. (NASA/JPL-Caltech/M. L. Giroux)

NGC 93 et NGC 90 forment une paire interactive désignée dans l'atlas des galaxies particulières sous la désignation Arp 65.